# Binnenporto
Binnenporto, nicht zu verwechseln mit dem Landporto (Landpostzustellung), wurde bis Ende 1824 als Zusatzporto erhoben, wenn Briefsendungen außerhalb des Postortes zugestellt werden sollten. Als Postorte galten dabei Orte mit Postamt oder Postexpeditionen, nicht aber die diesen unterstellten Postwärterämter oder die Postcollektionen. 
Das Binnenporto war bei den Postanstalten unterschiedlich und wurde daher in der Liste der Ortstaxen extra ausgewiesen. Es betrug zwischen ¼ und 1 Sgr.
So bestand z. B. in Velpke eine Post-Collection. Für Briefe nach Velpke kam die Taxe bis Vorsfelde, der vorgesetzten Postexpedition, zur Anwendung, hinzu kamen noch 6 Pfg. (½ Gute-Groschen) Binnenporto".
Im Jahre 1821 wurde die Entfernung zwischen den Postorten nicht mehr nach der Wegstrecke, sondern nach der Luftlinie berechnet, was eigentlich das Binnenporto überflüssig gemacht hätte. Das endgültige Ende kam mit der Beseitigung der Binnenzölle. Seit dem 1. Januar 1825 gab es das Binnenporto nicht mehr.
Hierher gehörte auch das Grenzporto, das Porto für die Beförderung zwischen den jeweiligen Grenzpostämtern. Diese wurden meist mit dem Abschluss von Postverträgen zwischen zwei benachbarten Postverwaltungen abgeschafft, nicht zu verwechseln mit dem Porto im Grenzverkehr, wie es im Weltpostverein beschlossen wurde. Für Orte, die nicht weiter als 30 km voneinander entfernt waren, galt zwischen Deutschland mit Belgien, Dänemark, den Niederlanden und der Schweiz ein ermäßigtes Grenzporto.